# Estació de Queralbs
Queralbs és una estació del tren Cremallera de Núria de FGC situada al nord-est del nucli urbà de Queralbs a la comarca del Ripollès de la vegueria de Girona.
L'estació es va posar en servei el 1931, amb la inauguració del cremallera entre Ribes i Núria, i és el lloc on es creuen els trens ascendents i descendents. El 1971 es va ampliar afegint 2 vies apartades. Es construí una nova platja en 1992, l'estació fou renovada entre 1993 i 1994, i el 2011 s'eliminà el pas a nivell que es trobava a la sortida de l'estació, construint un túnel per vehicles per accedir a la població de Queralbs.
L'estació amb les seves 4 vies permet apartar trens i iniciar serveis parcials entre l'estació i el santuari de Núria. Disposa de dos aparcaments, amb capacitat per a 116 i 120 places respectivament, i en 2021 es posa en servei un tercer amb 75 places, importants per ser el darrer punt on s'hi pot accedir en aquest mitjà de transport.

## Serveis ferroviaris
| Cremallera de Núria de FGC |            |       |       |                        |
| Procedència/Destinació     | <          | Línia | >     | Procedència/Destinació |
| Ribes-Enllaç               | Ribes-Vila |       | Núria | Núria                  |

## Galeria d'imatges

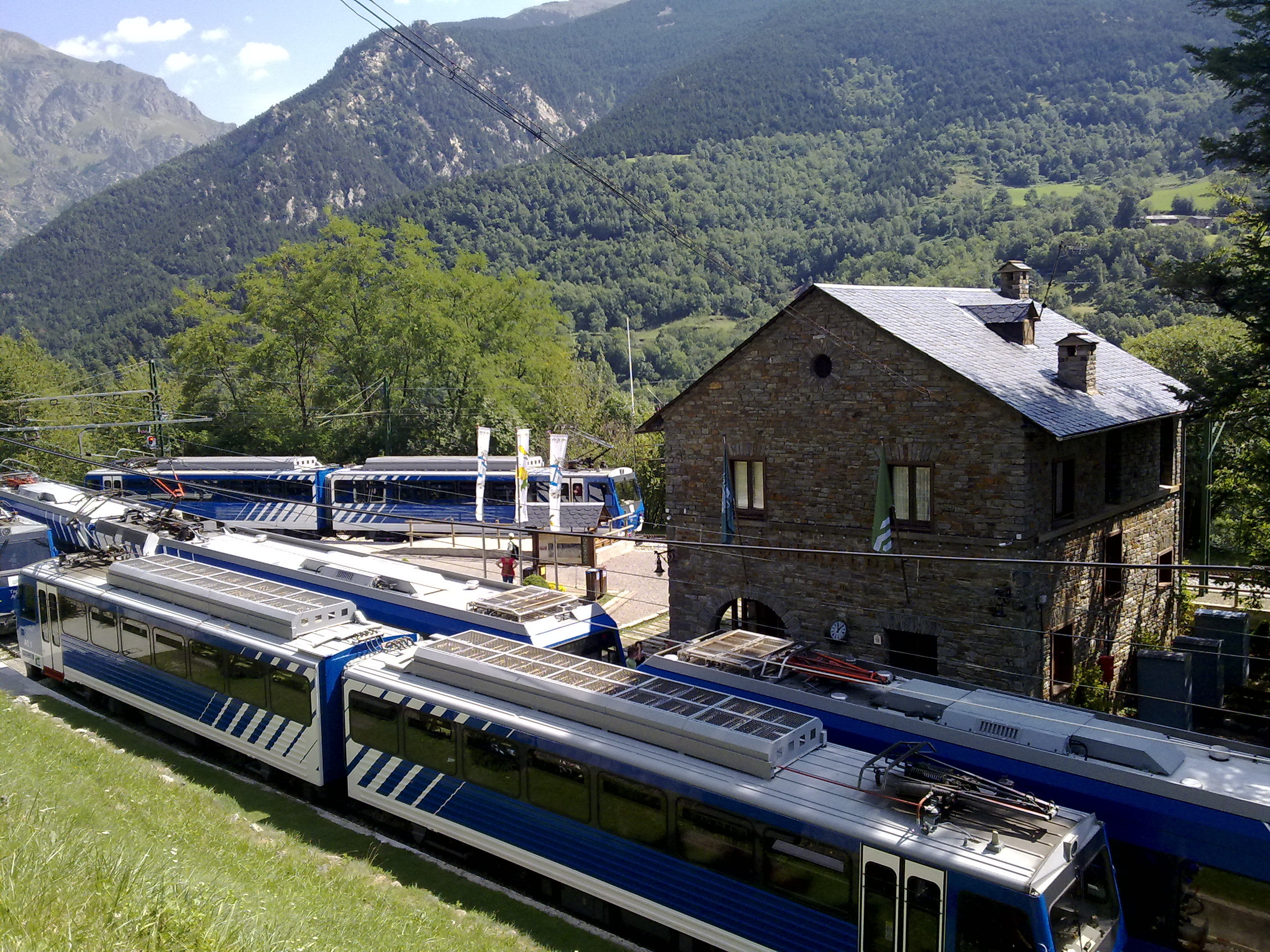
Creument d'automotors Beh a l'estació
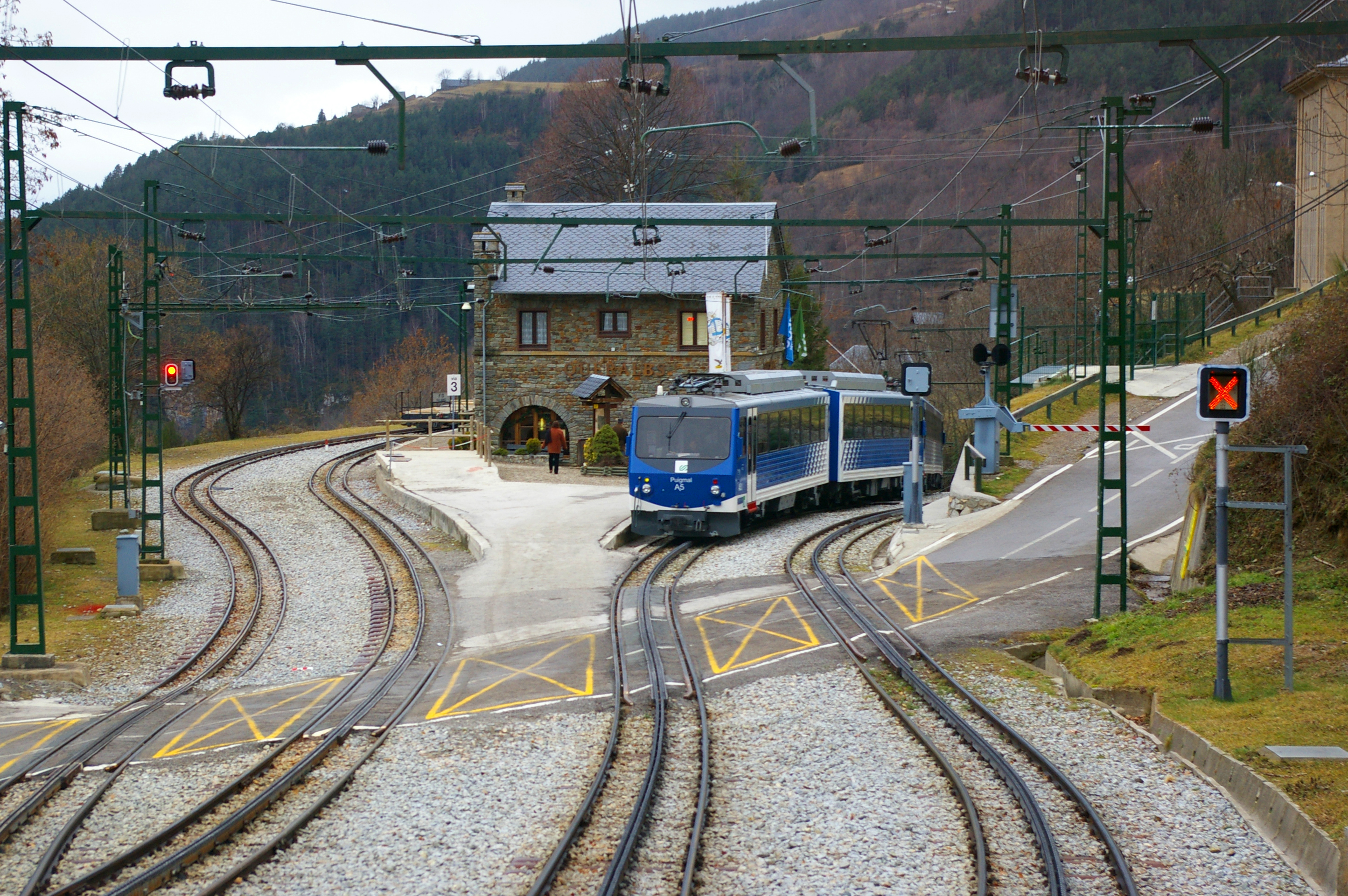
El pas a nivell en servei fins al 2011
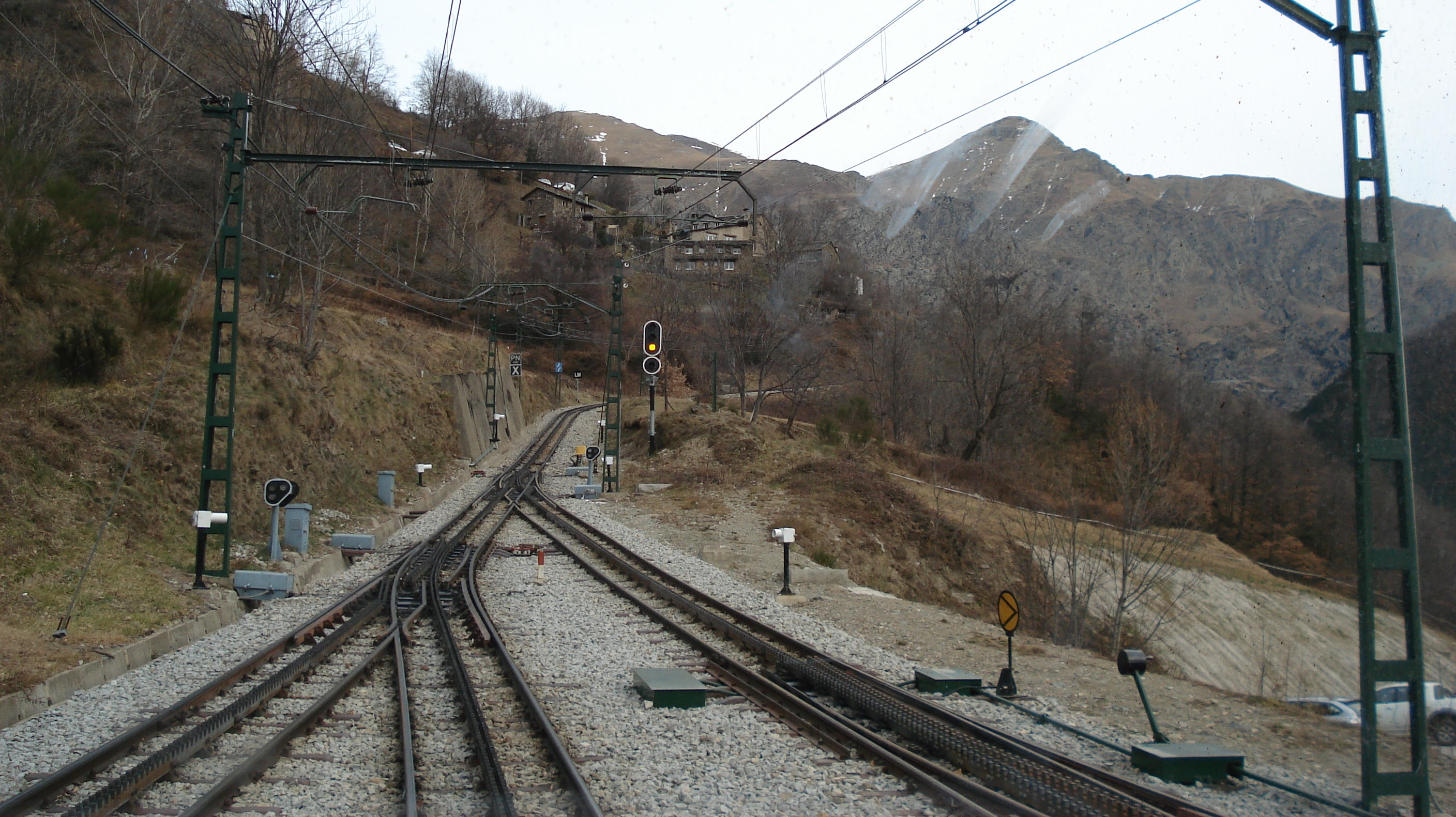
Senyals de sortida direcció Núria